# Hernán Medford
Hernán Evaristo Medford Bryan zwany el Pelicano (ur. 23 maja 1968) – kostarykański piłkarz, a obecnie trener piłkarski.
Karierę zaczął w rodzimym Deportivo Saprissa. Następnie grał we Włoszech (US Foggia), Jugosławii (Dinamo Zagrzeb), Austrii (Rapid Wiedeń), Hiszpanii (Rayo Vallecano) i Meksyku (CF Pachuca, Club León i Necaxa).
W barwach reprezentacji Kostaryki wystąpił w dwóch turniejach finałowych Mistrzostw Świata, włoskim i koreańsko-japońskim. W finałach 1990 roku w meczu ze Szwecją strzelił gola dającego jego drużynie awans do drugiej rundy. W kwalifikacjach do azjatyckiego mundialu z kolei jego gol dał Kostaryce wyjazdowe zwycięstwo nad Meksykiem (pierwsza domowa porażka tej drużyny w historii eliminacji Mistrzostw Świata) i awans do finałów.
Po zakończeniu kariery piłkarskiej w 2003 roku podjął pracę jako trener. Prowadził najlepszą kostarykańską drużynę Deportivo Saprissa. W roku 2006 objął funkcję selekcjonera reprezentacji Kostaryki w piłce nożnej.